# 安德魯·華爾斯
安德魯·華爾斯 , OBE （英語：Andrew F. Walls；1928年4月21日－2021年8月12日）是一位英國宣教歷史學家，爱丁堡大学荣誉退休教授。他最有名的研究是非洲教會歷史，也是世界基督教此學術領域的先驅者，並創立了世界基督教研究中心。

## 個人生平
華爾斯於1928年在英國新米爾頓 (英語: New Milton)出生。他在牛津大學埃克塞特學院修讀神學, 於1948年以一級榮譽畢業，然後他在教父學學家弗蘭克·萊斯利·克羅斯 (英語: Frank Leslie Cross)的指導下研究初期教會歷史。
他曾於塞拉利昂弗拉灣學院(英語: Fourah Bay College, 1957-62年)和尼日利亞大學恩蘇卡分校教學 (英語: The University of Nigeria, Nsukka, 1962-65年)。他於1966年在阿巴丁大學覓得教席, 教授教會歷史，後於1970年成為阿巴甸大學第一位宗教研究學院院長。後來他於1986年轉到愛丁堡大學, 現是該校的榮譽教授, 同時也是利物浦希望大學的宣教歷史教授、非洲國際大學世界基督教研究中心的研究教授和阿夸平-克里斯塔勒神學、宣教及文化研究所 (英語: The Akrofi-Christaller Institute of Theology, Mission and Culture)的榮譽退休教授。
華爾斯分別於1967年及於1995年創立了《非洲宗教期刊》 和《世界基督教研究》。他又於1982年在阿巴丁大學成立了世界基督教研究中心。此中心後來於1987年、隨著他在愛丁堡大學任教一年過後轉至該校。
華爾斯於2018年11月26日於愛丁堡大學獲頒神學榮譽博士學位，肯定他多年於非洲及非西方基督教研究的貢獻。
他的前妻多琳·哈登 (英語: Doreen Harden)與他於1953年共諧連理，其子女是克里絲汀和安德魯。多琳過身後, 他於2012年再娶長老會宣教機構的研究員英格里德·恩雷諾 (英語: Ingrid Reneau)。
他於2021年8月12日在阿巴甸家中過身，終年93歲。死後許多來自非洲、美洲、亞洲、歐洲等地的學者和學生也寫悼文紀念他的學術成就和他對他們的情誼。

## 世界基督教
華爾斯最著名的研究是有關基督教在20及21世紀的地理趨勢，尤感興趣於非洲地域的擴張現象，此現象通常被歸立於世界基督教學科下。歷史學家拉明．珊拿形容他為「少數不會視非洲基督教為奇特的現象、反視之為基督教發展趨勢的學者。」他創新的研究令《今日基督教 （页面存档备份，存于）》於2007年稱他為「當今相當重要的歷史家」和「你不知道的重要人物」。利物浦希望大學有一研究中心以他的名字起名，以鼓勵非洲基督教和亞洲基督教的學術研究。

## 宗教研究
雖然他較有名的研究是世界基督教, 但他也是在蘇格蘭大學群中宗教研究領域的先驅。當他於一九六六年初回到蘇格蘭時, 他在阿巴丁大學教授教會歷史時發現該神學學系缺乏全球性的角度理解宗教，因而於1970年創立了於該神學學系宗教研究分部。
此分部基本上是蘇格蘭的第一個宗教研究部門。於70年代中期, 該部較著重「原始宗教」(英語: Primal Religion)的研究。由於華爾斯的研究興趣與全球性宗教研究有關，當時也吸引了不少對非西方宗教研究有興趣的教員和學生。及後成立的世界基督教研究中心與此也不無關係，而此中心於1987年轉到愛丁堡大學。

## 著作

### 書籍
Walls, Andrew Finlay (1996). The Missionary Movement in Christian History Maryknoll, NY: Orbis Books. ISBN 978- 1-570-75059-5. OCLC 33948470. 

——— (2002). The Cross-Cultural Process in Christian History: Studies in the Transmission and Appropriation of Faith. Maryknoll, NY: Orbis Books. ISBN 978-1-570-75373-2. OCLC 47237613. 

———; Ross, Cathy (2008). Mission in the Twenty-First Century: exploring the five marks of global mission. Maryknoll, NY: Orbis Books. ISBN 978-1-570-75773-0. OCLC 173243828. 

——— (2017). Crossing Cultural Frontiers: Studies in the History of World Christianity. Maryknoll, NY: Orbis Books. ISBN 978-1-62698-258-1. 

### 編輯書籍
———; Shenk, Wilbert R., eds. (1990). Exploring New Religious Movements: essays in honour of Harold W. Turner. Elkhart, IN: Mission Focus. ISBN 978-1-877-73608-7. OCLC 22281800. 

———; Fyfe, Christopher, eds. (1996). Christianity in Africa in the 1990s. Edinburgh: Centre of African Studies, University of Edinburgh. OCLC 35318556. 

### 書寫篇章
Walls, Andrew Finlay (1959). "Introduction". The First Epistle General of Peter. Tyndale New Testament Commentaries. Tyndale Press. ISBN 978-0-851-11813-0. OCLC 978540. 

## 外部連結
世界基督教研究中心(英文) （页面存档备份，存于）, 新學院 (愛丁堡大學)